# NGC 2873
NGC 2873 је спирална галаксија у сазвежђу Лав која се налази на NGC листи објеката дубоког неба.
Деклинација објекта је + 11° 27' 17" а ректасцензија 9h 25m 48,5s. Привидна величина (магнитуда) објекта NGC 2873 износи 15,4 а фотографска магнитуда 16,2. NGC 2873 је још познат и под ознакама MCG 2-24-9, NPM1G +11.0198, PGC 26742.